# Bobnice
Bobnice (deutsch Bobnitz) ist eine Gemeinde in Tschechien. Sie liegt vier Kilometer nördlich von Nymburk und gehört zum Okres Nymburk.

## Geographie
Bobnice befindet sich in der Mulde der Bäche Klobuška und Bobnička auf der Böhmischen Tafel. Nördlich des Dorfes verläuft die Eisenbahnstrecke von Nymburk nach Jičín, dort liegt auf freiem Felde die Bahnstation Jíkev.
Nachbarorte sind Jíkev im Norden, Oskořínek im Nordosten, Chleby im Osten, Draho im Südosten, Kovansko im Süden, Veleliby und Zdonín im Südwesten, Všechlapy im Westen sowie Krchleby im Nordwesten.

## Geschichte

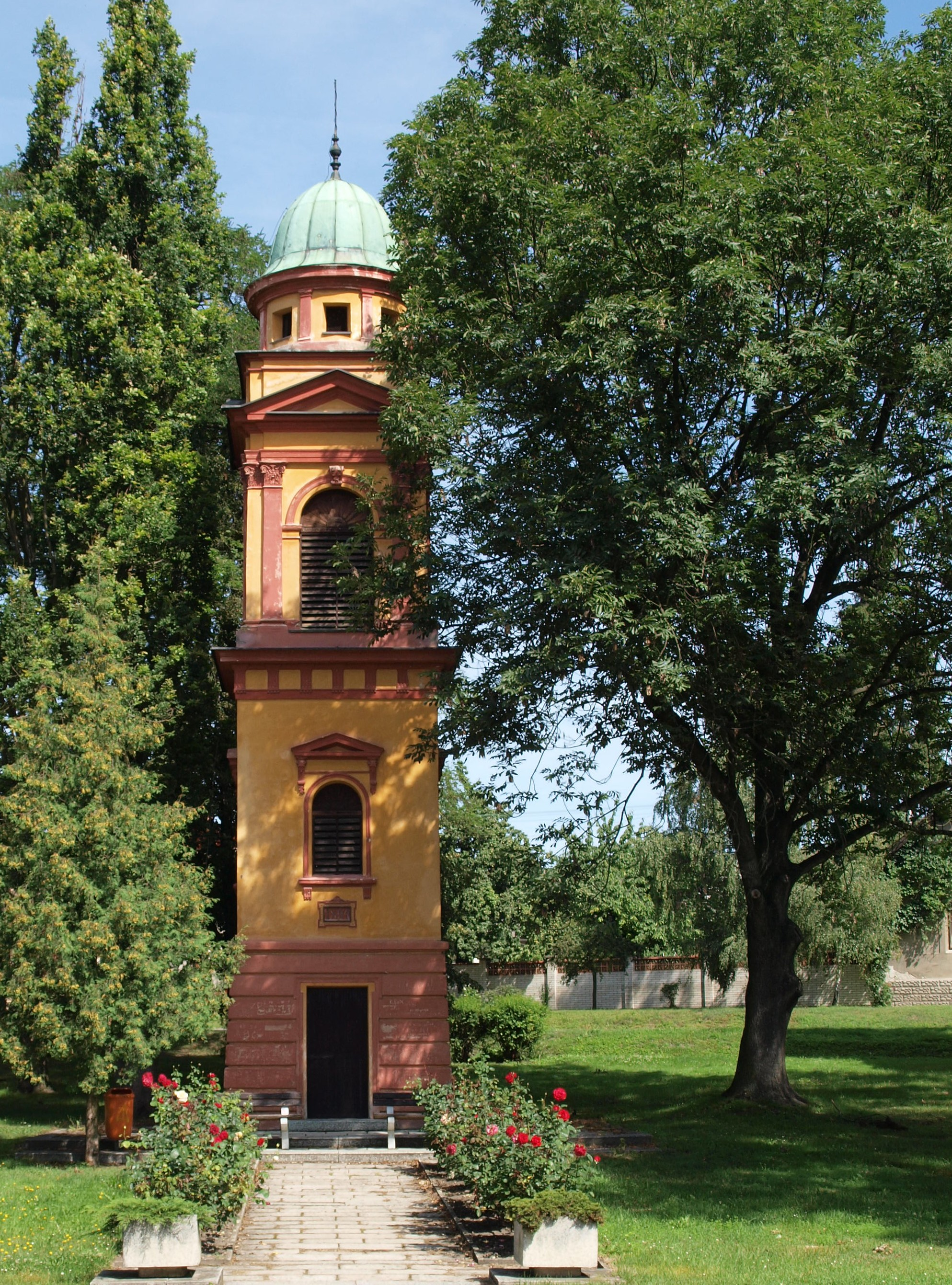
Der Glockenturm

In Bobnice soll im Jahre 1353 ein Gut bestanden haben, das von den Prager Missionaren des hl. Veit verwaltet wurde. Jedoch ist diese Angabe nicht durch Quellen belegbar. Der erste gesicherte Nachweis über Bobnice findet sich in einer Urkunde vom 14. Dezember 1413, in der der Dekan der Kirche des hl. Stephan in Litoměřice, Václav von Blahotice zusammen mit seinem Zeugen Bartoloměj von Litoměřice erklärt, das Dorf zusammen mit Sadová vom verstorbenen Komtur Zdeňek des Prager Johanniterkonvents der Jungfrau Maria gekauft zu haben. Später wurde das Dorf erblich der Stadt Nymburk verpachtet. Nach dem Ständeaufstand gegen die Habsburger wurden 1547 die Güter der Stadt konfisziert und Bobnice der Herrschaft Poděbrady zugeschlagen. Zu dieser Zeit bestand der Ort aus einem Kretscham und zwölf Anwesen. Seit 1590 war in Bobnice auch ein Metzger ansässig. Während des Dreißigjährigen Krieges wurde der Ort zwischen 1631 und 1634 von kursächsischen Truppen zerstört. In der ersten Hälfte des 18. Jahrhunderts entstand eine Dorfschule. 1740 bestand das Dorf aus elf Bauern, vier Häuslern und vier Beisassen.
Nach der Aufhebung der Patrimonialherrschaften bildete Bobnice ab 1850 mit dem Ortsteil Kovansko eine politische Gemeinde im Bezirk Poděbrady. Im Jahre 1863 eröffnete eine evangelische Schule. 1919 bildete Kovansko eine eigene Gemeinde. 1934 kam Bobnice zum Okres Nymburk, und 1980 erfolgte die Eingemeindung von Kovansko. Im Ortsteil Bobnice lebten im Jahre 2001 612 Menschen.

## Gemeindegliederung
Die Gemeinde Bobnice besteht aus den Ortsteilen Bobnice (Bobnitz) und Kovansko (Kowansko).

## Sehenswürdigkeiten
- Glockenturm